# Bernhard Rüth

Bernhard Rüth

Bernhard Rüth (* 23.02.1955 in Heidenheim an der Brenz) ist ein deutscher Archivar, der von 1989 bis 2022 das Kreisarchiv Rottweil leitete.

## Leben
Rüth war von 1989 bis 2022 Kreisarchivar des Landkreises Rottweil. Er war bis Ende November 2022 Leiter des Bereichs Archiv – Kultur – Tourismus, in den das Kreisarchiv eingebunden ist. 
Am 19. Dezember 2022 hat der Kreistag Bernhard Rüth zeitlich begrenzt bis 2025 zum Kunstbeauftragten des Landkreises bestellt. Daneben verantwortete er die Kunstsammlung des Landkreises Rottweil und leitete die Galerie im Schloss Glatt.
Rüth ist seit 2003 Schriftleiter der Buchreihe „Documenta suevica“, einer Editionsreihe für Quellen zur Regionalgeschichte aus dem Raum zwischen Schwarzwald, Alb und Bodensee, die vom Zweckverband Oberschwäbische Elektrizitätswerke getragen und 2018 von der Gesellschaft Oberschwaben für Geschichte und Kultur übernommen wurde. Als Kunstsachverständiger ist er auch für die Ankaufspolitik der OEW zuständig, die über eine eigene regionale Kunstsammlung verfügt. 2019 war er einer der Kuratoren der Wanderausstellung „Bella Figura“ mit Werken figurativer Kunst aus der Kunstsammlung des OEW im Dominikanermuseum Rottweil, die zuvor in den Firmenzentralen in Karlsruhe und Stuttgart gezeigt wurde. Ehrenamtlich tätig ist Rüth als Vorsitzender des Fördervereins Jugendkunstschulen mit Sitz in Rottweil und Mitglied des Lions Club Rottweil, der die Jugendkunstschule „Kreisel“ 2002 auf seine Initiative hin ins Leben gerufen hatte.
Er ist Mitglied im Stiftungsrat der Kunststiftung Erich Hauser und seit 2023 auch Mitglied im Vorstand der Kunststiftung Hohenkarpfen (Kunstverein Schwarzwald-Baar-Heuberg).
Außerdem war er bis Anfang 2025 ehrenamtlich als Kuratoriumsvorsitzender des Kunstvereins Wilhelm Kimmich mit Sitz in Lauterbach engagiert.
Rüths berufliche Aktivitäten sind auf den südwestdeutschen Kulturraum ausgerichtet; sie haben sich auch in zahlreichen Gründungsinitiativen innerhalb der Kulturszene niedergeschlagen (Kultur- und Museumszentrum Schloss Glatt, Galerie Schloss Glatt, „Kunst Raum Rottweil – Museum der Gegenwart“ im Dominikanermuseum Rottweil, Jugendkunstschule „Kreisel“, Konzertverbund „Dreiklang – Klassik im Landkreis Rottweil“, Opernfestspiele Schloss Glatt u. a.).
Er ist seit 1986 verheiratet, Vater zweier Kinder und lebt in Zimmern ob Rottweil.

## Auszeichnung
Bundespräsident Dr. Frank-Walter Steinmeier verlieh Bernhard Rüth am 2. Oktober 2024 das Verdienstkreuz am Bande des Verdienstordens der Bundesrepublik Deutschland. Die feierliche Übergabe des Ordens durch Herrn Landrat Dr. Wolf-Rüdiger Michel erfolgte am 22. März 2025 im Fürstensaal des Wasserschlosses Glatt.

## Publikationen (Auswahl)
als Verfasser
- Bernhard und Ingeborg Rüth: Schwäbisch-alemannisches Krippenbuch. Weihnachtskrippen in Baden-Württemberg und Bayerisch-Schwaben. Kunstverlag Josef Fink, Lindenberg im Allgäu 2015, ISBN 978-3-89870-546-2.[19]

als Herausgeber
- Die Bernsteinschule. Keimzelle der Nachkriegskunst. Katalog zur Ausstellung im Dominikanermuseum Rottweil, hrsg. im Auftrag des Zweckverbands Oberschwäbische Elektrizitätswerke, Ravensburg, Rottweil 1998, ISBN 3-928869-10-8.
- Documenta suevica. 26 Bände. Edition Isele, Konstanz/Eggingen 2003.
- mit Dorothee Ade und Andreas Zekorn (Hrsg.): Alamannen zwischen Schwarzwald, Neckar und Donau: Begleitbuch zur Wanderausstellung. Konrad Theiss Verlag, Stuttgart 2008, ISBN 978-3-8062-2157-2.
- mit Stefan Borchardt (Hrsg.): Der obere Neckar. Bilder einer Landschaft. Belser-Verlag, Stuttgart 2011, ISBN 978-3-7630-2605-0.
- mit Casimir Bumiller und Edwin Ernst Weber (Hrsg.): Mäzene, Sammler, Chronisten. Die Grafen von Zimmern und die Kultur des schwäbischen Adels (Katalog zur Ausstellung 15. Juli-16. September 2012 in der Kreisgalerie Schloss Meßkirch und 30. September - 2. Dezember 2012 im Dominikanermuseum Rottweil.). Belser-Verlag, Stuttgart 2012, ISBN 978-3-7630-2625-8.
- mit Dorothee Ade und Cajetan Schaub (Hrsg.): Adelssitze zwischen Schwarzwald und Schwäbischer Alb. Burgen und Schlösser am oberen Neckar in historischen Ansichten. Belser, Stuttgart 2014, ISBN 978-3-7630-2687-6.
- mit Michael C. Maurer (Hrsg.): Plus/Minus. Einblicke in die Kunstsammlung der Oberschwäbischen Elektrizitätswerke (OEW). Kunstverlag Josef Fink, Lindenberg im Allgäu 2015, ISBN 978-3-89870-980-4.
- Weihnachtsbräuche und Weihnachtskunst im schwäbischen Raum. 500 Jahre Festkultur. Kunstverlag Josef Fink, Lindenberg im Allgäu 2017, ISBN 978-3-95976-103-1., Begleitband zur Ausstellung im Kultur- und Museumszentrum Schloss Glatt
- Religiöse Kunst der Moderne im Raum Rottweil. 1945-2017. Ausstellungskatalog, Dominikanermuseum, Rottweil 2017, ISBN 978-3-928869-36-2
- mit Armin Braun (Hrsg.): Kleindenkmale im Landkreis Rottweil. Verlag Regionalkultur, Ubstadt-Weiher 2018, ISBN 978-3-89735-973-4.

Artikel
- Reformation und Konfessionsbildung im städtischen Bereich. Perspektiven der Forschung. In: Zeitschrift der Savigny-Stiftung für Rechtsgeschichte, Kanonistische Abteilung 77. 1991, S. 197–282.
- Reformation und Konfessionalisierung in oberdeutschen Reichsstädten. Der Fall Rottweil im Vergleich. In: Blätter für württembergische Kirchengeschichte 92. 1992, S. 7–33.